# Kettlershaus
Kettlershaus ist eine Hofschaft in Radevormwald im Oberbergischen Kreis im nordrhein-westfälischen Regierungsbezirk Köln in Deutschland.

## Lage und Beschreibung

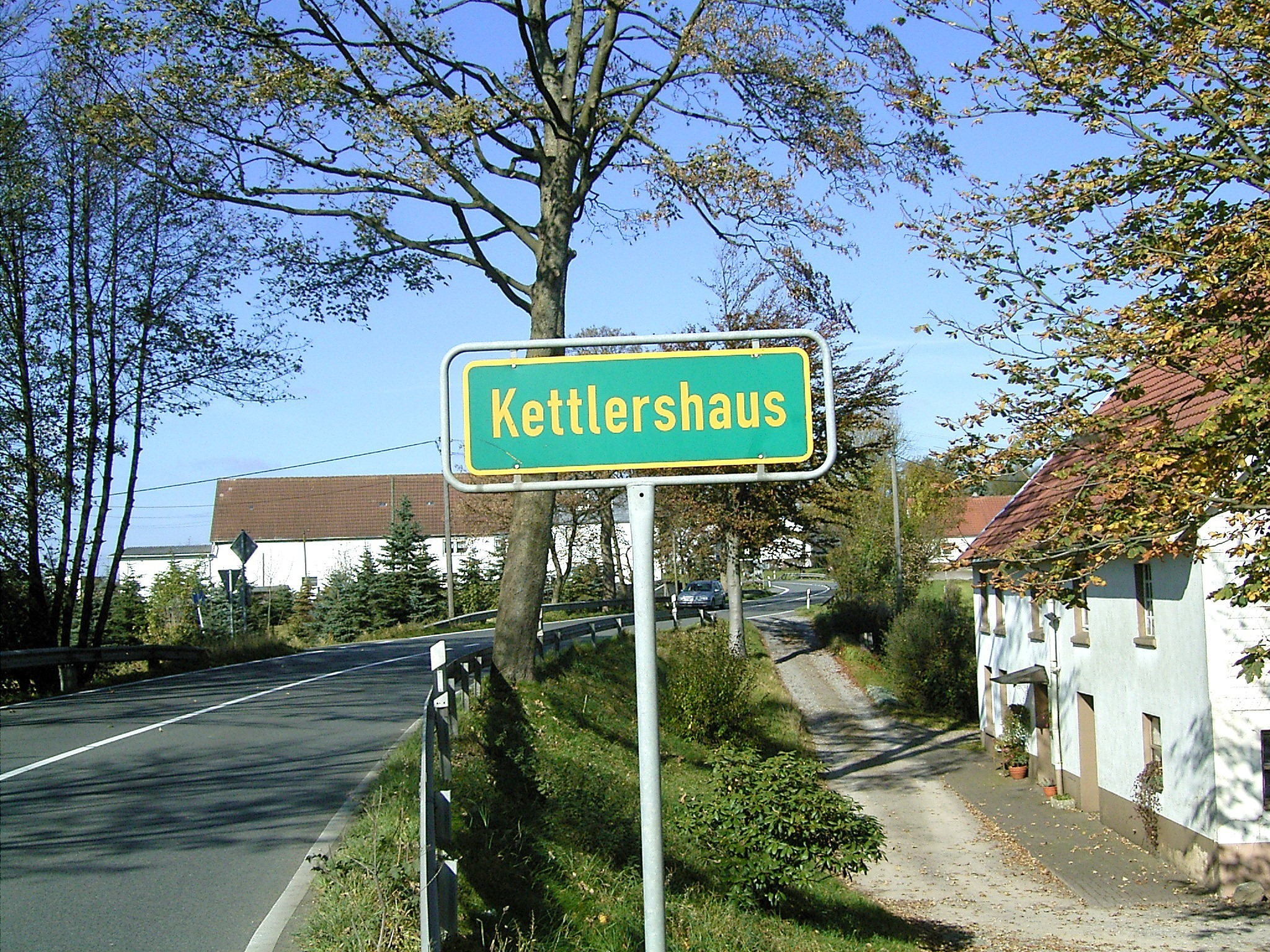
Kettlershaus

Kettlershaus liegt im Osten des Radevormwalder Stadtgebietes an der Stadtgrenze zu Halver. Die Nachbarorte sind Altendorf, Tanne, Wintershaus und Linde. Der Ort ist auf Radevormwalder Stadtgebiet über die Bundesstraße 229 zu erreichen.
Über die im Ort gelegene Bushaltestelle der Linie 134 (VRL) besteht Anbindung an das öffentliche Verkehrsnetz.
Südwestlich des Ortes entspringt der Moorbach, der bei Wipperfürth-Levenhausen in die Bever mündet.

## Geschichte
Rumpf beschrieb es in seinem Werk von 1820 als einzelnes Haus, 4 Personen, vermutlich ein Gasthaus.
In der Topographische Aufnahme der Rheinlande von 1825 ist der Ort „Kettlershaus“ eingezeichnet.
Der nahe der Hofschaft vorbeiführenden Teilabschnitt der Bergischen Landwehr, welcher von Wuppertal-Elberfeld bis nach Marienheide-Krommenohl reichte, sicherte das Bergische Territorium vor Einfällen aus dem Märkischen. Der Heimatforscher Gerd Helbeck datiert die Entstehung dieser Landwehr auf das frühe 14. Jahrhundert.